# مونیایو
مونیایو (به انگلیسی: Moniaive) یک روستا در بریتانیا است که در دامفریس و گالووی واقع شده‌است. مونیایو ۵۲۰ نفر جمعیت دارد.